# Clora Bryant
Clora Larea Bryant (30 de maio de 1927 – 25 de agosto de 2019) foi uma trompetista de jazz americana. Ela foi a única mulher trompetista a se apresentar com Dizzy Gillespie e Charlie Parker e era membro do International Sweethearts of Rhythm.

## Vida pregressa
Bryant nasceu em Denison, Texas, filha de Charles e Eulila Bryant, a mais nova de três filhos. Seu pai era diarista e sua mãe era uma dona de casa que morreu quando Clora tinha apenas 3 anos. Quando criança, Bryant era membro do coro de uma igreja batista. Quando seu irmão Fred se juntou ao exército, ele deixou seu trompete, o qual ela aprendeu a tocar. No colégio, ela tocava trompete na banda de marcha.

## Carreira
Bryant recusou bolsas de estudo do Oberlin Conservatory e Bennett College para frequentar o Prairie View College em Houston em 1943, onde ela era membro da banda de jazz Prairie View Coeds. A banda fez uma turnê no Texas e se apresentou no Apollo Theater em New York em 1944. Seu pai conseguiu um emprego em Los Angeles, e ela foi transferida para a UCLA em 1945. Bryant ouviu bebop pela primeira vez na Central Avenue.
Em 1946, ela se tornou membro da International Sweethearts of Rhythm, uma banda de jazz composta exclusivamente por mulheres, ganhou seu cartão de sindicato e largou a escola. Dizzy Gillespie se tornou seu mentor e achou trabalhos para ela. Ela se juntou à banda de jazz feminina negra Queens of Swing como baterista e saiu em turnê com a banda.
Em 1951 ela trabalhou em Los Angeles como trompetista para Josephine Baker e Billie Holiday. Dois anos depois, ela se mudou para a cidade de New York.
The Queens of Swing se apresentaram na televisão em 1951 como The Hollywood Sepia Tones, em um programa de variedades na KTLA. Elas foram o primeiro grupo de jazz feminino a aparecer na televisão. Após seis semanas, o show foi cancelado por falta de patrocinadores. Durante as filmagens, Bryant estava no sétimo mês de gravidez. Após o nascimento de sua filha, ela foi chamada para o show da orquestra de mulheres de Ada Leonard; no entanto, ela só ficou uma semana depois de receberem ligações que exigiam "tirar aquela preta de lá". Em 1954 ela foi morar por um breve período de tempo em New York, após ter perdido a inspiração de tocar em bandas.
Em 1951, ela fez parte de um sexteto feminino liderado por Ginger Smock que foi transmitido por seis semanas na CBS.
Bryant gravou seu primeiro e único álbum, Gal with a Horn, em 1957, antes de retornar à vida de um músico itinerante. Ela trabalhou frequentemente em clubes em Chicago e Denver. Em Las Vegas ela se apresentou com Louis Armstrong e Harry James. Ela viajou junto do cantor Billy Williams e o acompanhou no The Ed Sullivan Show. Durante as décadas de 1960 e 1970, ela viajou ao redor do mundo com seu irmão Mel, que era cantor, e eles tinham um programa de TV na Austrália. Em 1989, Bryant se tornou a primeira mulher no jazz a fazer uma turnê na União Soviética após enviar uma carta para Mikhail Gorbachev.
Depois de um ataque cardíaco e cirurgia quádrupla de ponte de safena em 1996, Bryant foi forçada a desistir da trompeta, mas ela continuou a cantar. Ela também começou a dar palestras em campi universitários sobre a história do jazz, co-editou um livro sobre a história do jazz em Los Angeles intitulado Central Avenue Sounds: Jazz in Los Angeles, e trabalhou com crianças em escolas primárias de Los Angeles. Em 2002, ela recebeu um prêmio pelo conjunto de sua obra (o prêmio Mary Lou Williams para Mulheres do Jazz) do Kennedy Center em Washington, D.C. Dois anos depois, um documentário sobre ela foi lançado.
Em uma entrevista ao JazzTimes, Bryant disse: "Ninguém nunca me disse, 'Você não pode tocar trompete, você é uma menina.' Nem quando comecei o ensino médio e nem quando vim para Los Angeles. Meu pai me disse, 'Vai ser um desafio, mas se você fizer isso, estarei sempre com você.' E ele estava."

## Vida pessoal e morte
Bryant se casou com o baixista Joe Stone na década de 1940 e o casal teve dois filhos, April e Charles Stone. Esse casamento acabou em divórcio. Bryant teve mais dois filhos de seu relacionamento com o baterista Leslie Milton, Kevin e Darrin Milton.
Bryant morreu no Cedars-Sinai Medical Center em Los Angeles em 25 de agosto de 2019, após sofrer um ataque cardíaco em casa. Na época de sua morte, ela tinha nove netos e cinco bisnetos.

## Discografia
- Gal with a Horn (1957) [8]

## Filmografia
- 1968: The Rosey Grier Show (programa de TV), 1. temporada, episódio 18, "Clora Bryant, Sam Fletcher", com participação especial de Bryant
- 2000: Mysteries and Scandals (programa de TV), 3. temporada, episódio 25, "Humphrey Bogart", inclui um segmento com Bryant
- 2005: Trumpetistically, Clora Bryant, (curta dirigido por Zeinabu Irene Davis ) com Bryant como destaque[2]
- 2010: Leimert Park Voices (documentário codirigido por Paul Calderon e Alan Swyer), inclui segmento de entrevista com Bryant
- 2011: The Girls in the Band (documentário dirigido por Judy Chaikin), inclui Bryant como musicista em destaque[9]
- 2014: Sound of Redemption: The Frank Morgan Story (documentário dirigido por NC Heiken), inclui a participação de Bryant